# Bernabé Reyes
Bernabé Reyes fue un militar mexicano que participó en la Guerra Cristera. Reyes operaba en la zona del sur de Jalisco y el volcán de Colima. El general Marcelino García Barragán convenció a un compadre de Reyes de que lo matara, a cambio de ser nombrado capitán del Ejército Mexicano, sin embargo este no logra su cometido. Reyes se enfrentó junto a un grupo de alzados cristeros a Aureliano Montero, quien en ese entonces era comandante de la policía de la cabecera municipal. Con la amnistía de los hermanos Villa, Matías Villa Michel e Isaías Villa Michel, Reyes los califica de traidores y asesina en una emboscada a su hermano Jehová Villa Michel, que era presidente municipal de Tonila. 
El 14 de julio de 1937 emboscó a las fuerzas del general Genovevo Rivas Guillén, mismo que fue herido en una celada en el rancho El Durazno, Tonila, donde iba a rendirse junto a sus 80 soldados; el contraataque fue dirigido por el coronel Marcelino García Barragán contraatacó matando a 13 rebeldes. Rivas Guillén tuvo que ser llevado al Sanatorio Francés y el 19 de julio fue ascendido junto a sus acompañantes. 
El 5 de octubre de 1938 la gavilla de Bernabé Reyes reapareció pese a haberse amnistiado, sin embargo sus fuerzas fueron de derrota en derrota: Primero fueron dispersadas en Ciudad Guzmán el 17 de octubre del mismo año; el 29 de octubre  fueron batidos en el cerro de La Aurora de San Juan Espanatica. Finalmente Bernabé Reyes murió el 4 de noviembre de 1939 en el rancho La China del estado de Colima.